# Dart Engineering

Logo

Dart Engineering cc war ein von Les Hayden 1996 gegründeter südafrikanischer Automobilhersteller.

## Beschreibung
Im Jahr 1984 stellte Hayden seine erste Nachbildung eines AC Cobra her. Nach eigenen Angaben entstanden in den nächsten Jahren durch Hayden und einen Lizenznehmer mehrere Hundert Exemplare als Rechts- und Linkslenker. Im Jahr 1996 gründete Hayden das Unternehmen Dart Engineering cc in Kapstadt, das zwei Modelle anbot. 2003 endete die Produktion.

## Modelle
Mit dem Hayden 427 bot das Unternehmen weiterhin eine Cobra-Replica an. Das Fahrzeug war mit V8-Motor von Ford oder Chevrolet sowie mit Schalt- oder Automatikgetriebe erhältlich. Die Fahrzeuge hatten einen Radstand von 231 cm und wogen etwa 1200 kg.
Das zweite Modell war der Hayden Dart, eine ab 1997 oder 1998 gefertigte Nachbildung des  GSM Dart von Glass Sports Motor. Das Fahrzeug war im Vergleich zur Vorlage technisch modernisiert worden. Eine Quelle nennt breitere Kotflügel, integrierte Stoßstangen und einen Frontspoiler. Gefertigt wurde das Modell in Montague Gardens.
Es gab den Hayden Dart mit einem Vierzylindermotor mit 1600 cm³ Hubraum und wahlweise Vier- oder Fünfganggetriebe, mit einem größeren Vierzylindermotor mit 2000 cm³ Hubraum und Fünfganggetriebe sowie mit einem V6-Motor mit 3000 cm³ Hubraum und Fünfganggetriebe.
Nach Angaben von Les Hayden wurden rund 35 Exemplare hergestellt.